# Хитати (Ибараки)
Хита́ти (яп. 日立市 Хитати-си, «восход») — город в  Японии в префектуре Ибараки, на берегу Тихого океана.

## География
Хитати расположен в северной части префектуры Ибараки, вытянувшись вдоль побережья океана. Большинство населения сосредоточено на относительно узкой прибрежной полосе.

## История
Хитати официально стал городом 1 сентября 1939 года.  1 ноября 2004 года к Хитати был присоединён соседний город Дзюо. Площадь города составляет 225,55 км², население — 185 555 человек (1 августа 2014), плотность населения — 822,68 чел./км².
Название «Хитати» хорошо известно по всему миру благодаря фирме Hitachi, основанной здесь в 1910 году Намихэем Одайрой.

## Транспорт
Ближайший аэропорт — Фукусима.

## Города-побратимы
- Бирмингем (США)
- Тауранга (Новая Зеландия)[3]